# Международный русский консервативный форум
«Международный русский консервативный форум» (англ. The International Russian Conservative Forum) — международная конференция сторонников и представителей консервативных и националистических движений и партий.
Ряд организаций и лиц, присутствовавших на форуме, может рассматриваться по оценке ряда политологов, журналистов, МИД РФ и аналитических агентств как сторонники ультраправых, неофашистских и неонацистских взглядов. При этом деятельность этих организаций официально не запрещена в России и в других странах.
Форум был организован как научный конгресс и состоялся 22 марта 2015 года в Санкт-Петербурге. Участниками форума, заявленной целью которого была «демонстрация международной поддержки России в период давления, оказываемого на страну в связи с кризисом на Украине», выступили сторонники традиционных ценностей, представители монархических, консервативных, националистических организаций, а также известные ультраправые политические деятели и публицисты. По мнению участников, организаторов форума, наблюдателей, а также ряда политических аналитиков, обвинения в фашизме носили характер заказной попытки заведомо очернить форум ещё до его проведения. Среди ключевых тем, поднимавшихся на форуме, были рассмотрены проблемы евроскептицизма, америкокритицизма, правого антиглобализма и антиколониализма.
Проведение форума вызвало бурную реакцию в СМИ.

## Организация
Организаторы планировали провести международный конгресс 4 октября 2014 года, с целью создания движения по объединению консервативных сил Европы и «создания постоянно действующей площадки по обсуждению и выработке решений по вопросам взаимодействия национально-консервативных сил».
Позже планировалось, что «Международный русский консервативный форум» пройдёт под названием «Русский национальный форум» 15 марта 2015 года, однако затем проведение мероприятия было отложено до октября, и, в результате, форум был назначен на 22 марта. Формальным организатором форума выступила организация «Русский национальный культурный центр — Народный дом», возглавляемая бывшим членом КПРФ Юрием Любомирским, заявившим, что «неонацистские организации в форуме участие не принимают, это все официальные партии, многие из них представлены в парламентах, в органах власти в Европе. Европа — демократичная, просто в процессе политической борьбы цепляются определенные штампы к ряду партий, но это не более чем субъективное мнение, не соответствующее действительности». В качестве основной цели форума была заявлена следующая: объединить представителей всех консервативных сил Европы и России, несущих «нежелание размывать национальные идентичности, сохранение традиционных культурных, семейных и религиозных ценностей». Фактически «Народный дом» находится под эгидой созданной в 2003 году партии «Родина» и её неформального лидера и протекциониста заместителя премьер-министра РФ Дмитрия Рогозина. На сайте партии отмечалось, что «этот форум объединит все общественные и политические движения, поддерживающие здоровый консерватизм в своих странах. Конгресс не имел ранее аналогов в российской и мировой политической жизни».
В то же время, частота упоминаний партии «Родина» в связи с «Международным русским консервативным форумом» была сокращена, примером чего может служить отмена заявленного ранее выступления председателя партии и члена фракции Единой России в Государственной думе Алексея Журавлёва, потому что он был «срочно вызван на Донбасс», как и неформального лидера партии Рогозина. В программе также было запланировано выступление сенатора Совета Федерации от Рязанской области Игоря Морозова, однако его помощница сообщила, что он не собирался ехать в Петербург. Между тем, пресс-секретарь Алексея Журавлёва Софья Черепанова сообщила журналистам Новой газеты, что «мы не открещиваемся от участия „Родины“ в организации мероприятия. На форуме присутствовали члены нашей партии и её президиума, но в статусе сопредседателей патриотического клуба „Сталинград“. Также там были представители регионального отделения „Родины“… Съезд был запланирован ещё год назад. Они — члены питерского отделения партии под руководством Андрея Петрова — его изначально вели и делали. Это была их идея, они её разрабатывали». В то же время, организаторами форума были оплачены все расходы его участников на билеты и гостиницы.

## Участники
На форуме собрались около 150 представителей от 11 консервативных и националистических партий и организаций, а также 400 участников из 15 стран. По словам СМИ, участники форума представляли «цвет арийской расы» и «высшее фашистское общество», исповедующее «национал-социализм и расизм разной степени тяжести и безумия» и представляющее «смесь неонацистов, националистов и антисемитов». По мнению одного из участника форума, политолога Андрея Вассоевича, форум очернили ещё до его проведения. Вассоевич заявил: «Общественность Петербурга очень сильно дезинформирована по поводу того, кто был на форуме и что было на форуме. Я сам, честно говоря, сам с большим трепетом переступал порог зала и заранее оговорил, что если я и соглашусь выступать, то не как участник форума, а как эксперт, который в конце подведёт некую составляющую. Поразительно, что форум прошёл как мероприятие на котором провозглашался принцип дружбы европейских народов. Никаких проявлений ни агрессивного национализма, ни попыток какого-то реваншизма в выступлениях не наблюдалось».
«Мы видим, как многие Евроатлантические страны фактически пошли по пути отказа от своих корней, в том числе и от христианских ценностей, составляющих основу западной цивилизации. Отрицаются нравственные начала и любая традиционная идентичность – национальная, культурная, религиозная или даже половая. Проводится политика, ставящая на один уровень многодетную семью и однополое партнёрство, веру в бога, или веру в сатану. Эксцессы политкорректности доходят до того, что всерьёз говорится о регистрации партий, ставящих своей целью пропаганду педофилии. Люди во многих Европейских странах стыдятся и боятся говорить о своей религиозной принадлежности… И эту модель пытаются агрессивно навязывать всем, всему миру. Убеждён – это прямой путь к деградации и примитивизации, глубокому демографическому и нравственному кризису».
| Страна           | Партия                                                           |
| Великобритания   | Британская национальная партия Британия превыше всего Лига жизни |
| Бельгия          | Евро-Русь                                                        |
| Германия         | Национал-демократическая партия                                  |
| Греция           | Золотая Заря                                                     |
| Дания            | Датская партия                                                   |
| Европейский союз | Альянс за мир и свободу                                          |
| Италия           | Новая сила Лига Ломбардии                                        |
| Испания          | Национальная демократия                                          |
| Россия           | Национально-демократическая партия Родина                        |
| США              | Национальное движение Техаса                                     |
| Швеция           | Партия шведов                                                    |
| Финляндия        | Национальная партия                                              |

На форуме планировалось присутствие членов французского Национального фронта, австрийской Партии свободы, болгарской партии «Атака», венгерской партии «Йоббик» и «Фидес», однако они отказались от участия по официальной версии из-за занятости в предвыборной кампании. Однако, правозащитник Дмитрий Дубровский предположил, что эти партии не хотели подорвать свою репутацию, приехав на форум вместе с представителями наиболее одиозных и радикальных сил. Как отмечают в СМИ, большинство как и отказавшихся, так и приехавших деятелей, сочувственно высказывались о Владимире Путине, поддержали самопровозглашённые ДНР и ЛНР и высказывали одобрение «аннексии Крыма».
На форум был приглашён министр иностранных дел ДНР Александр Кофман, однако, как утверждают СМИ, он сообщил, что отказался от участия, заявив, что «не может принять участие в форуме ультраправых и фашистов». Илья Азар также сообщил, что командир ДШРГ «Русич» Алексей Мильчаков объяснил отсутствие Кофмана на форуме тем, что у него много других задач, а также тем, что он «неправильно представляет себе форум и его цели». Сам Мильчаков появился на форуме с русской националисткой, уроженкой Одессы Юлией Тарновской по прозвищу «Нордика».

## Подготовка и открытие
За несколько дней до проведения мероприятия, члены петербургского отделения партии «Яблоко» попросили губернатора Санкт-Петербурга Георгия Полтавченко не допустить проведения этого мероприятия в год 70-летия победы над фашизмом. Однако призыв услышан не был, и в то же время к губернатору обратилась депутат Законодательного собрания Санкт-Петербурга Ирина Комолова (Союз коммунистов «Аврора») с просьбой не допустить проведения форума, так как «указанные партии имеют устойчивую репутацию политических структур ультраправого, националистического и неофашистского толка». Российское социалистическое движение призвало к ненасильственному протесту против проведения форума.
21 марта около 15 молодых людей пронесли по Невскому проспекту растяжку «Наци, отовсюду вон!», частично перекрыв движение автотранспорта. Однако форум начался вовремя в 10 часов 22 марта в зале «Петров-Водкин» гостиницы «Holiday Inn» на Московском проспекте, в то время как у здания дежурили два полицейских автомобиля.

## Проведение и выступления
Открыл форум председатель партии «Родина» Фёдор Бирюков, ранее заявивший, что «мы пригласили к себе здоровые патриотические консервативные силы, которым не нравится американское вмешательство в европейские дела. Они поддерживают российскую гуманитарную миссию на юго-востоке Украины». Выступая за национализацию ресурсов и развитие экономики Бирюков заявил: «Санкт-Петербург становится центром новой революции оптимизма людей, которые отстаивают свои ценности, интересы нации, интересы личности, противостоят заговору нескольких сот тысяч богатейших семей в мире, которые пытаются превратить нашу планету в одну большую плантацию для себя».
После него выступил президент Института национальной стратегии Михаил Ремизов, обрисовавший регламент форума, включивший в себя десятиминутные доклады от лидеров партий, а затем вынесение итоговой резолюции. В своём докладе Ремизов также обратился к проблемам экономической политики в России, критически рассмотрев систему отношений, основанную на формуле «нефть в обмен на удовольствие». В повестку дня были включены следующие вопросы: «Национальные проблемы в России и Европе», «Что такое „консерватизм“ и „национал-консерватизм“», «Выявление и идентификация проводников и идеологов либерально-транснациональной угрозы на мировой арене», Национальная идея, как основа формирования Нации, Национальное государство как основа стабильного международного сотрудничества, «Угрозы потери национальной идентичности государств Европы и России», «Влияние национальных традиций и менталитета на развитие государства», «Тенденция развития консерватизма и формы национального государства», «Эффективная и независимая национальная экономика — основа развития и становления государства», «Демографическая яма. Решение демографических вопросов с учётом национальных особенностей», «Культурное единство как основополагающий фактор формирования национального пространства. Миграция как угроза национальной идентичности», и прочие задачи «государства, ставящего превыше всего интересы собственной нации и народа».
Лидер «Альянса за мир и свободу» Европейского союза, Ник Гриффин, известный, как сообщают журналисты Новой газеты, как бывший член БНП и ревизионист, то есть отрицатель Холокоста, заявил, что «умеренные националисты, рассчитывающие на хороший результат на выборах, очень боятся преследований со стороны масс-медиа. А те называют нас фашистами. Но мы — не фашисты, фашисты — те, например, кто на Украине убивает русских», добавив, что «Европа падёт или станет Исламским халифатом, если Москва, Третий Рим, её не спасёт». Также он заявил, что «если вы попытаетесь провести такую же конференцию в США или Великобритании, то она не получит разрешения. Россия продемонстрировала, что является более свободной, чем Запад», а по поводу Украины заявил: «если хотите посмотреть на нацистов, то посмотрите на Вашингтон или Киев!», после чего раздались аплодисменты зала. Основатель и лидер итальянской «Новой силы» Роберто Фиоре тоже напомнил, что «Москва — Третий Рим», заявил об исключительной роли России в борьбе с «либералистами и исламскими фундаменталистами», добавил, что «не считаю порочным звание фашиста. Но я нахожу клеветой, если вы назовёте меня нацистом». Председатель НДПГ — преемницы НСДАП, Удо Фойгт, который считает Гитлера «великим политическим деятелем», заявил: «я родился в 1952 году, я не хожу в нацистской форме и я не хочу оживить Гитлера. Это — прошлое, а я смотрю вперёд», напомнив, что выступает за роспуск НАТО и создание европейского оборонительного союза без США, но с Россией, и заявив, что «мы не поддерживаем санкции против России в связи с конфликтом Украины», однако «поразительно, какое терпение проявляет Россия. Поразительно, как умело и тонко президент Путин избегает вооружённого противостояния».
На форум приехали депутаты Европейского парламента от партии «Золотая Заря», генерал-лейтенант армии Греции в отставке Элефтериос Синадинос и бывший директор Военного штаба ЕС Георгиос Эпитидейос. Первый отметил, что сюда «приехал не просить, а заверить Российскую Федерацию в поддержке в качестве депутатов Европарламента. Мы подчёркиваем, что не следует рассматривать Россию как врага, необходимо содействовать ЕС и России на совместном пути к процветанию», а последний заявил, что «„Золотая заря“ — третья по величине политическая сила Греции. В интересах страны, по мнению руководителей партии, — стратегический союз и экономическое сотрудничество с Россией, переориентация оборонных союзов в соответствии с современными тенденциями», добавив, что «успешный переворот против президента Януковича был разработан и поддержан Вашингтоном», и параллельно воспев российскую свободу слова.
Председатель НДПР Константин Крылов на критику со стороны оппонентов заявил, что не видит «там никаких зигующих людей со свастиками. Там собрались вполне приличные люди, которые просто отстаивают права своих народов и консервативные ценности», добавив, что ему не известно об участии в форуме Алексея Мильчакова, а символ «Золотой зари» напоминает ему греческий орнамент. В то же время сам Мильчаков, известный прозвищем «Фриц», а также позированием с нацистским флагом и отрезанной головой щенка, специально приехавший на конгресс в камуфляжной форме младшего сержанта ДНР с востока Украины, где является командиром отряда добровольцев «Русич», отмечал, что «меня мнение этих людей не интересует. Я — националист», заметив после беседы с членами НДПГ, что «оценку конкретной личности дают по конкретным делам, по коэффициенту полезного действия. То, что немцы хвалят своих представителей, которые действительно Германию подняли с 1935 по 1939 год из замученной социал-демократической революцией и Первой мировой войной страны — она превратилась в сверхдержаву. Как сказал один из немцев, если бы Гитлер умер в 1939 году, он бы считался самым великим человеком Германии». Также присутствовал Ян Петровский, известный своей фотосессией на фоне убитых украинских солдат. В то же время, член руководства НДПР Владимир Тор заявил, что все собравшиеся «отражают широчайший общественный запрос, который характерен не только для России, но и, как мы видим, для всей европейской цивилизации — это запрос на цивилизационный проект, альтернативный Америке. Причём не в смысле „Боже, покарай Америку“, а проект, который не носил бы глобально-унитарный характер единого полюса, а имел много полюсов». Финский правозащитник Йохан Бекман заявил, что «главная цель США, стран НАТО — запретить все права человека русским. Запад ненавидит права человека. Россия стала единственные местом на планете, где можно открыто обсуждать традиционные ценности, вести открытый диалог о правах человека, о демократии. Нас обвиняют, что здесь нет свободы слова, но я как человек, живущий на Западе, могу сказать, что здесь гораздо больше свободы слова, чем на Западе».
Фламандский националист и координатор бельгийской организации «Евро-Русь» Крис Роман поведал, что в его стране «детей учат трогать себя уже в пять лет», и если он когда-либо выскажется против гомосексуализма, то сядет в тюрьму, заявив, что «скоро мы сможем в Европе заключать браки с собакой или пингвином». Также он сказал, что «это так символично, что Петербург — город мостов. Мы тоже строим мосты между здоровыми людьми России и Европы», так как «Россия и Европа — это имперский орёл, у которого две головы, но одно перо», заявив — «Я знаю, что Политковская, Березовский, Немцов в аду… Я не признаю Порошенко, не признаю нацистскую либеральную оппозицию, пятую колонну, которая пытается саботировать Россию, не поддерживаю любое движение, которое выступает за сепаратизм этой страны. Америка только выбирала своего первого президента, а Крым был русским. Россия не может быть меньше, она может быть только больше. Крым русский, Аляска русская. Всё русское, кроме Косово. Косово — это Сербия». Беспартийный депутат французского Регионального совета провинции Рона — Альпы Оливье Висса расхвалил свободу слова в России, потому что в Европе конгресс в таком формате точно бы не дали провести, добавив, что в Национальном фронте Франции состоят только геи и масоны. Американский «расовый реалист», идеолог белого национализма, автор книги «Белая идентичность» и издатель журнала «Американское Возрождение» Джаред Тейлор выступил с критикой собственного правительства, заявив, что «если наша страна никого не бомбит, то она просто всем рассказывает о том, как здорово, что есть гомосексуализм», и заявив, что «смесью языков, рас и религий Америка совершит самоубийство», а потомки белых европейцев рискуют быть сметены волной эмигрантов из Африки, Центральной Америки и Азии, которые, по его словам, поклоняются разнообразию, а не христианству, «являясь злейшими врагами традиции во всём мире». Шотландский активист из британской «Лиги жизни» и партии «Британия превыше всего» Джим Доусон, выступающий против абортов, пролистав на экране презентацию с фотографиями Путина с голым торсом на лошади, заявил, что «Обама и Америка, они, как женщины. Они феминизированные мужчины», и в кулуарах отверг обвинения в нацизме, заявив, что «моя семья погибла из-за нацистов. Русские тоже погибли. Как ты смеешь меня называть нацистом? ЕС — нацисты»..
Также на форуме присутствовали председатель Партии шведов Стефан Якобссон, председатель Датской партии Даниэль Карлсен, глава отдела по международным отношениям испанской «Национальной демократии» Гонзало Мартин Гарсия, американец Натан Смит из «Национального движения Техаса», называемый «экспертом» бывший адвокат Ку-клукс-клана Сэм Диксон, члены Ассоциации Ломбардия-Россия и партии «Лига Ломбардии» Лука Бертони и Ирина Осипова, Юкка Дэвидсон из финской Национальной партии, президент Европейской Коммунитаристской партии «Миллениум» и член комитета «Движения за Донбасс» Орацио Мария Гиерре.
Среди участников из России были ответственный секретарь «Русского общественного движения» и редактор журнала «Вопросы национализма» Надежда Шалимова, координатор «Русского Имперского движения» Станислав Воробьёв, представители «Национально-освободительного движения» депутата Государственной думы Евгения Фёдорова, политические аналитики Павел Святенков, Александр Ионов, Александр Сотниченко, руководитель Экономического Совета партии «Родина» Вадим Зазимко, член РОД и НДП адвокат Матвей Цзен, известный защитой националистов. Помимо этого были приглашены представители казачества, занимавшиеся охраной участников с помощью кожаных кнутов у входа в конференц-зал. Среди присутствующих также были замечены бывший депутат Заксобрания Петербурга Александр Ольховский, активисты запрещенных партий ДПНИ и НБП Андрей Кузнецов и Андрей Песоцкий, лидер НБП Эдуард Лимонов, бывший комиссар движения «Наши» Михаил Потепкин, слесарь-монтажник и активист НОД Сергей Смирнов, ставший известным после нападения на журналиста «Эхо Москвы» Арсения Веснина.

## Протесты и окончание форума
Во время проведения мероприятия, представители антифашистских организаций Петербурга, в частности активисты Российского социалистического движения, «Автономного действия», АДСР, Объединённой коммунистической партии и другие левые, организовали у гостиницы «Holiday Inn» ряд протестных акций. В частности, на заборе напротив гостиницы на Московском проспекте двумя молодыми людьми был вывешен баннер на английском языке с описанием интимных отношений нацистов и Путина, однако он провисел меньше минуты, так как был снят людьми в штатском. Затем у здания на тротуаре постояла и ушла депутат Заксобрания Ирина Комолова с плакатом «Нет фашизму в Ленинграде». Позже, несколько десятков молодых людей с полузакрытыми лицами устроили у входа в гостиницу пикет с исполнением антифашистских песен, держа в руках лозунги «Позор властям, покрывающим фашизм», «Нам не нужны иностранные нацисты в Питере. Своих девать некуда!», «Понаехали тут», «Мне стыдно за мой город», «Каждому нацисту свой Нюрнберг».
Четверо протестующих, в том числе две девушки, пытавшиеся бить в барабаны и скандировавших «Nazi, fuck off», были препровождены в ближайшее 29-е отделение полиции, где составили протокол по статьям 20.2 и 19.3 (участие в несанкционированном публичном мероприятии, неповиновение законным требованиям сотрудников полиции), и через некоторое время трое задержанных были доставлены в Московский районный суд. Одному из задержанных, активисту «Студенческого действия» Зуфару Гайсину, были нанесены травмы, и он был отправлен из отделения в больницу. В это время в проведении форума был объявлен получасовой перерыв. Также был задержан некий православный активист и националист по имени Александр в футболке с надписью «Православие или смерть!», напавший с кулаками на активиста «Яблока» Андрея Циркунова, помощника Бориса Лазаревича Вишневского, и разорвавший плакат «Победили нацизм в 1945-м, победим и в 2015-м». Сам Александр утверждал, что не собирался рвать плакат и его на него толкнули. Александра отпустили почти сразу и через час он появился у гостиницы.
За двадцать минут до окончания форума неизвестные сообщили по телефону о заложенной в гостинице бомбе, после чего туда прибыли сотрудники полиции, медики и пожарные, выступления были остановлены на неопределенное время, началась эвакуация, однако участники конференции успели подписать резолюцию с призывом создать международный орган по координации действий консервативно настроенных сил с планами его ежегодного созыва.

## Реакция общественности
Кремль ни формально не одобрил, ни выступил против данного мероприятия. Пресс-секретарь президента РФ Дмитрий Песков, на вопрос об отношении к тому, что в родном городе Владимира Путина проходит неонацистский форум, ответил коротко: «Мы это не комментируем». Позже он пояснил, что в Кремле знают о том, что проходил данный форум, однако «я не могу это комментировать, это не наша повестка дня. Естественно, те сообщения об этом мероприятии, которые выходили в рамках СМИ, в рамках регулярных докладов, докладывались главе государства. Во всех дайджестах эта информация присутствует». Официальные и государственные СМИ по поводу форума заявляли о том, что «нужно понимать, что есть тонкая, но очень значительная грань между здоровым национализмом и совсем нездоровым ультранационализмом. Первое — это когда ты любишь свой народ, защищаешь его традиционные ценности и осознаешь его отличие от других. Когда не позволяешь навязывать себе то, что чуждо. И в этом нет ничего плохого», и ссылаясь на «процветающую в неонацизме Украину», посоветовали «отделять мух от котлет», всё же отметив, что на конгресс «приехали представители правых и ультраправых партий из Европы». Как бы отвечая на эти слова, публицист «BBC Russian» Артем Кречетников заявил, что российским и иностранным участникам «правого интернационала» следовало бы «помнить, что все это в истории уже было и кончилось плохо», а «„Европа национальных отечеств“, в которую они хотят вернуться, сгинула в окопах».
Тот, кто сдал сегодня Питер
Под нацистский съезд,
Тот о павших ноги вытер,
Что лежат окрест.
Нам, блокадникам, медали
Нынче раздают.
Мы в войну его не сдали,
А они сдают.
По следам форума, директор Института глобализации и социальных движений Борис Кагарлицкий отметил, что никаких политических последствий в виде заявленного единения консервативных сил Европы по итогам форума ожидать не стоит, так как «к этому можно относиться только как к очередному распилу средств. У нас вся работа строится по проектному принципу. Сейчас появилась необходимость вот таким образом ответить на политические вызовы. Определенные группы просто в очередной раз освоили деньги». В заявлении Федерации еврейских общин России была выражена «крайняя озабоченность и недоумение тем, что на масштабном форуме в Санкт-Петербурге — городе, пережившем все ужасы фашистской блокады, — было разрешено собраться самым ультранационалистическим силам Европы», которые «смело можно включать в список экстремистских движений, деятельность которых следует запретить на территории Российской Федерации». Лидер партии «Яблоко» Сергей Митрохин на своей странице в «Twitter» написал — «Удо Фойгт считает Гитлера „великим немецким гос деятелем“ и сидит сейчас на форуме в СПб накануне 70-летия Победы!», Ксения Собчак написала, что «вопросы про блокаду задавать нельзя, а вот форум нацистов в блокадном СПБ-пожалуйста», журналист Кирилл Дементьев добавил — «прекрасно, что на форум друзей России позвали партию, выступающую за восстановление границ Германии в рамках 1937 года. С Калининградом», а Алексей Навальный написал на своём сайте — «какой-то восхитительный круговорот фашизма в природе. Одни и те же люди превращаются из фашистов в друзей России так же быстро, как вода в пар и обратно». Сторонние наблюдатели тоже обратили внимание на то, что форум европейских нацистов, в том числе приехавших из Германии, прошёл накануне 9 мая — празднования с большой помпой 70-летия победы над нацистской Германией, а также был организован в городе Санкт-Петербурге — бывшем Ленинграде, который во время войны провёл 900 дней под блокадой вермахта, убившим голодом и бомбёжками около одного миллиона человек. В связи с этим, колумнист газеты «Московский комсомолец» Матвей Ганапольский прокомментировал, что власти «играли против коммунистов, создав ЛДПР; играли с молодежью в „Наших“, играли с народом в „Объединенный гражданский фронт“; играли в „антифашистов“, слепив „Антимайдан“. Теперь пришла пора поиграть на опережение с национал-радикалами, показать, что есть общее у России-матушки и с отъявленными отбросами. Да, общее есть. Это антиамериканизм», добавив, что «нацизм все больше внедряется в головы граждан. И кто знает, не будет ли он завтра диктовать повестку дня?», так как его представители «уже на нашем пороге».
Такие критические отзывы корреспондентов СМИ, зарегистрированных в качестве наблюдателей в том числе из изданий «Frankfurter Allgemeine Zeitung», «New Times», «Financial Times», «New York Times», «Moscow Times», вызвали возмущение со стороны участников форума. Лидер движения «Суть времени», Сергей Кургинян, за несколько дней до события прокомментировал ожидающееся участие партии «Золотая Заря» и других крайне правых организаций в Консервативном форуме как провокацию, с целью создать общий фашистский образ всего политического консерватизма в России. Заметив, что сами эти европейские ультраконсервативные силы на деле подконтрольны США, высказал мнение, что в сложившейся ситуации необходим союз не с ними, а с силами классического буржуазного консерватизма. Журналист и член Изборского клуба Максим Шевченко заявил, что так как Россия борется не с фашизмом, а с либерал-фашизмом, то участие представителей фашистских партий в «Международном русском консервативном форуме» является нормальным, попутно отметив, что как убеждённый либерал допускает союз с любыми политическими силами для борьбы с либерал-фашистами. В то же время по мнению СМИ, российские власти, преисполненные гордости за победу СССР над нацистской Германией и называющие прозападное правительство, пришедшее к власти на Украине, «фашистской хунтой», как оказалось, только с фашистами в Европе и могут найти общий язык. Депутат Заксобрания Александр Кобринский («Яблоко») выступил на пленарном заседании с заявлением о недопустимости проведения неонацистского съезда, а депутат Заксобрания Петербурга Борис Вишневский («Яблоко»), на помощника которого на митинге у гостиницы напал националист, направил письменное обращение генеральному прокурору РФ Юрию Чайке с просьбой о запрете деятельности участников форума на территории России, а члены молодёжного отделения партии «РПР — Парнас» в Петербурге в знак протеста вручили администрации гостиницы портрет Адольфа Гитлера. Параллельно спикер Министерства иностранных дел Украины Евгений Перебийнис заявил, что «после горячо поддержанного властями РФ неонацистского „форума“ уже просто интересно, кто из мировых лидеров рискнет 9 мая отметить в Москве». Известный журналист Владимир Познер выступил с критикой обвинений организаторов форума в фашизме и провёл чёткую грань между организациями, осуждёнными на Нюрнбергском процессе и современными консервативными партиями: «Организация СС официально на Нюрнбергском процессе объявлена преступной. Это определение имеет силу закона. Любой член СС по определению является военным преступником. Марш бывших членов СС есть нарушение закона; то, что им позволено маршировать, есть нарушение закона; и то, что на Западе предпочитают не замечать этого, но при этом говорят о том, что не приедут в Москву на 70-летие Дня победы из-за неправильного поведения России, представляется мне чистым лицемерием. Крайне антипатичные мне радикально-правые, консервативные партии НЕ запрещены законом. В тех странах, где они существуют, они признаны, принимают участие в выборах и даже иногда побеждают. Они НЕ нацисты. И они НЕ маршировали в Питере, а если бы маршировали, получив на то соответствующее разрешение, в этом не было бы ничего противозаконного».